# Plerogyra discus
Plerogyra discus là một loài san hô trong họ Euphyllidae. Loài này được Veron & Fenner mô tả khoa học năm 2000.